# علی‌اکبر صنعتی
علی‌اکبر صنعتی (۱۰ فروردین ۱۲۹۵–۱۳ فروردین ۱۳۸۵) نقاش و مجسمه‌ساز ایرانی. «او تنها هنرمند ایرانی است که دو موزه به نامش ثبت شده است: موزه صنعتی (کرمان) و موزه صنعتی (تهران) یا همان موزه هلال‌احمر در میدان توپخانه تهران.» صنعتی یکی از مجسمه‌سازان قدیمی عصرجدید ایران است او شاگرد ابوالحسن‌خان صدیقی بود. صنعتی تا پایان عمر عضو پیوستهٔ فرهنگستان هنر ایران باقی ماند. فیلم مستند «او مثل هیچ‌کس نیست» کاری از سید هادی موسوی به بررسی زندگی و آثار استاد صنعتی پرداخته است. این مستند از ۲۲ آبان ماه ۱۳۹۷ در گروه هنر و تجربه اکران شده است و به دلیل استقبال مخاطبان در تهران و شهرستان‌ها اکران آن ادامه دارد. پیش از این در سال ۱۳۷۷ نیز به سفارش صدا و سیمای مرکز کرمان، فیلم مستندی از زندگی و آثار استاد سید علی اکبر صنعتی به کارگردانی و تهیه کنندگی علیرضا سرباز ساخته شد که بارها از شبکه‌های مختلف تلویزیونی پخش گردید.

## زندگی
علی‌اکبر صنعتی در ۱۲۹۵ در کران (سیرجان) به‌دنیا آمد. پدرش در پایان جنگ جهانی اول به دلیل ابتلا به بیماری طاعون درگذشت و مادرش که توانایی تأمین مخارج زندگی او را نداشت علی‌اکبر را به پرورشگاه صنعتی کرمان سپرد. مؤسس این پرورشگاه، حاج علی‌اکبر صنعتی‌زاده، برای اینکه بچه‌های پرورشگاه بتوانند تحصیل کنند نام خانوادگی خود را به روی آن‌ها می‌گذاشت و نام سیدعلی‌اکبر صنعتی نیز به همین دلیل نام قانونی علی‌اکبر شد.
وی دوره‌های تخصصی مجسمه‌سازی و نقاشی را در مدرسهٔ صنایع مستظرفه و مدرسهٔ صنایع قدیم زیر نظر طاهرزاده، حسین بهزاد (مینیاتوریست)، ابوالحسن صدیقی (مجسمه‌ساز) و حیدریان گذرانده بود. وی در سال ۱۳۷۹، منتخب فرهنگستان هنر در بزرگداشت نام‌آوران بود.

صنعتی در جوانی

در ۲۸ مرداد ۱۳۳۲ تمام مجسمه‌های او توسط مزدوران خشمگین تخریب شد، اما این تنها باری نبود که مجسمه‌های وی در هم شکسته می‌شد. نمایشگاهی که در میدان راه‌آهن در ملک پسر حاج علی اکبر به‌طور دایم برپا بود هم در انقلاب ۵۷ نابود شد. علی اکبر صنعتی طی چند دهه فعالیت هنری بیش از ۲۰۰۰ تابلوی رنگ و روغن، آبرنگ، موزاییک از سنگ و حدود ۴۰۰ مجسمه پدیدآورد که در دو موزه به نام وی در کرمان و تهران، سایر موزه‌های داخل و خارج از کشور و مجموعه‌های خصوصی نگهداری می‌شود.
از مشهورترین کارهای او فرشته عدالت است که در ورودی کاخ دادگستری تهران به همراه ابوالحسن صدیقی و ارژنگ رحیم زاده آن را طراحی و ساختند.
موزه صنعتی (کرمان) علاوه بر نمایش آثار با ارزش صنعتی زاده آثار هنرمندان بزرگ دیگری از جهان را هم داراست. موزه صنعتی (تهران) در میدان امام خمینی قرار دارد و در آن مجسمه‌های بسیار مهمی از وی به نمایش گذاشته شده است.
صنعتی در سالهای آخر عمر به علت سکته مغزی قدرت تکلم خود را از دست داد و نیمه چپ بدنش نیز فلج شد. وی همچنین از ششم اسفندماه ۱۳۸۴ به علت عارضه ریوی و مشکل تنفسی در بیمارستان ایرانمهر بستری که پس از بهبودی نسبی از بیمارستان ترخیص شد و سرانجام بامداد سیزدهم فروردین ۱۳۸۵ در سن ۹۰سالگی درگذشت. پیکر علی اکبر صنعتی در قطعه هنرمندان بهشت زهرا به خاک سپرده شد.
استاد منیژه آرمین در کتاب «کیمیاگران نقش _زندگی‌نامه داستانی هفت نقاش» در بخش سوته‌دلان این کتاب مطالب جالبی را دربارهٔ استاد گرانقدر خویش نوشته است.

## نگارخانه

نقاشی آبرنگ دکتر محمد مصدق، تهران موزه هلال احمر